# Teatre romà de Fiesole

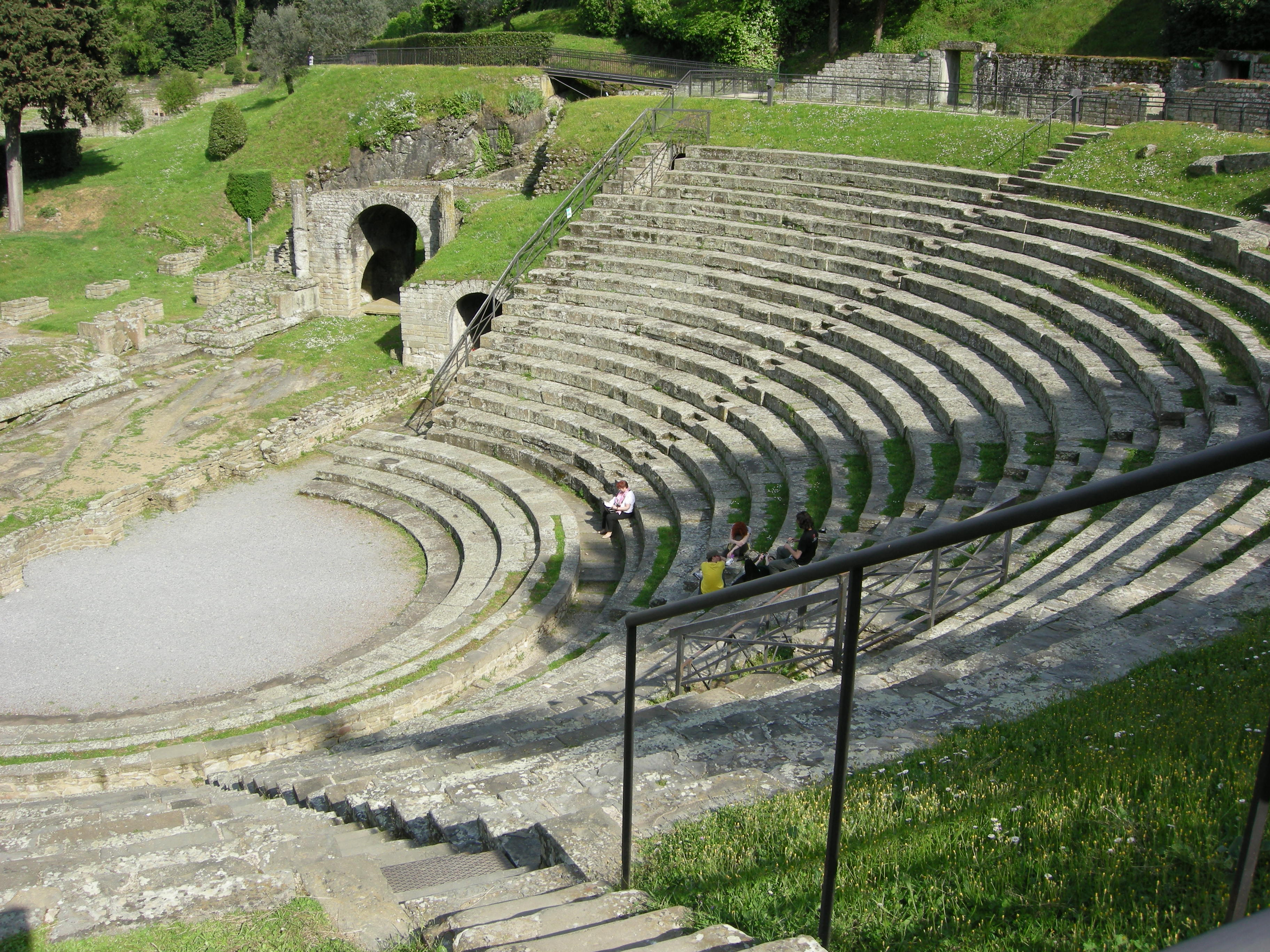
El Teatre romà de Fiesole

El Teatre romà de Fiesole, aprofitant el pendent natural del terreny, es va construir en l'època de Luci Corneli Sul·la, i adornat en la de Claudi i Septimi Sever. Està situat a Fiesole. La càvea té trenta-quatre metres de diàmetre. El nivell superior es troba destruït, mentre que els menors estan ben conservats. Podia acollir fins a 3.000 espectadors. El teatre s'utilitza a l'estiu per a fer actuacions d'òpera.